# Makrocefalia połączona z malformacjami kapilarnymi

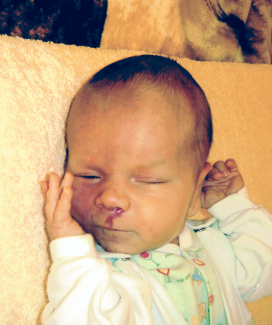
Noworodek z zespołem M-CM. Pomiędzy wargą na nosem, widoczne znamię port-wine. Na prawym policzku liczne malformacje kapilarne.

Makrocefalia połączona z malformacjami kapilarnymi (ang. Macrocephaly-capillary malformation, M-CM) jest to zespół wielu wad wrodzonych. U dotkniętych tym zespołem, występuje przerost fragmentów ciała w tym głowy oraz zmiany skórne – malformacje kapilarne. Ponadto w zespole tym występują inne zaburzenia skóry, układu naczyniowego, mózgu oraz kończyn. Nie każdy dotknięty tym zespołem posiada wszystkie objaway. Najczęściej występującymi są: makrocefalia, zespół Arnolda-Chiariego, przerost ciała, rozległe malformacje kapilarne, znamiona poporodowe typu naevus flammeus lub port-wine na rozległych obszarach skóry (charakterystycznym miejscem występowania znamiona port-wine jest twarz, okolica górnej wargi, tuż poniżej nosa), asymetria ciała, dodatkowe lub brakujące palce stóp i rąk, luźne połączenia stawów, opóźnienia w rozwoju (w różnym stopniu) oraz inne neurologiczne zaburzenia jak drgawki, obniżone napięcie mięśniowe.

## Historia i nomenklatura
Opisywane zmiany chorobowe zostały uznane za oddzielny zespół w 1997 roku. Nadano wówczas nazwę macrocephaly-cutis marmorata telangiectasia congenita w skrócie M-CMTC. W 2007 zasugerowano zmianę nazwy na macrocephaly-capillary malformation (makrocefalia połączona z malformacjami kapilarnymi). Nowa nazwa dokładniej określa zmiany skórne występujące w tym zespole. W styczniu 2012 roku zaproponowana została kolejna zmiana nazwy: megalencephaly-capillary malformation lub megalencephaly-capillary malformation-polymicrogyria w skrócie MCAP.

## Etiologia i genetyka
Ustalono, że przyczyną występowania zespołu jest mutacja mozaikowa w genie PIK3CA. Obecnie, dostępne testy genetyczne na występowanie mutacji prowadzone są tylko w ramach badań naukowych. Ustalono również, że mutacje w genie PIK3CA są przyczyną innych chorób, w których występuje przerost ciała. Ze względu na różnorodność mutacji w genie PIK3CA nie określono jeszcze powiązań pomiędzy poszczególnymi mutacjami a konkretnymi symptomami występującymi u pacjentów. W odniesieniu do wszystkich przebadanych zaburzeń, nie odnaleziono innych niż mozaikowe mutacji w genie PIK3CA. Oznacza to że jest mało prawdopodobne, aby zaburzenia te mogły zostać odziedziczone po rodzicach.

## Diagnoza
Diagnoza w większości przypadków opiera się o obserwację kliniczną. Różne zestawy kryteriów zostały zaproponowane, aby określić występowanie zespołu. We wszystkich zestawach wyróżniono obecność makrocefalii oraz następujących objawów: przerost somatyczny, skóra marmurkowata (łac. cutis marmorata), znamię umiejscowione na twarzy rozdzielające lewą i prawą stronę czaszki, zbyt duża lub zbyt małą liczba palców u rąk/nóg, asymetria, obniżone napięcie mięśniowe, opóźnienia w rozwoju, wady tkanki łącznej, wyraźnie powiększona górna część czaszki – czoła. Obecnie nie ma jednak konsensusu co do listy objawów, niezbędnych do potwierdzenia występowania zespołu. W związku z tym postawienie ostatecznej diagnozy poleca się genetykowi klinicznemu lub innemu lekarzowi który miał w przeszłości doświadczenie z tym zespołem. Pomimo tego że nie ma jasności, które symptomy są niezbędne do potwierdzenia występowania tego zespołu, makrocefalia jest objawem, który występuje zawsze, choć może nie być wrodzona, tzn. może pojawić się dopiero po pewnym czasie od urodzenia. Zmiany skórne, czyli malformacje kapilarne oraz skóra marmurkowata, mają tendencję do blaknięcia wraz z upływem czasu, co dodatkowo utrudnia postawienie diagnozy u starszych dzieci.
Mózg może zostać dotknięty zmianami na wiele sposobów. Niektóre dzieci rodzą się ze zmianami strukturalnymi takimi jak ogniskowa dysplazja korowa lub drobnozakrętowość. Opóźnienia w rozwoju występują u większości pacjentów, jednak stopień opóźnień waha się i jest inny w każdym przypadku. Niektórzy pacjenci ponadto cierpią z powodu napadów padaczki. W trakcie badania rezonansem magnetycznym (MRI) można zaobserwować anomalie istoty białej we wczesnym wieku dziecięcym. Ponadto, u niektórych pacjentów występuje asymetria mózgu, gdzie jedna z półkul mózgowych jest zauważalnie większa od drugiej, a wzrost mózgu w ciągu kilku pierwszych lat życia, jest wyraźnie nieproporcjonalny. Obwód głowy mierzony w centymetrach znajduje się poza 97 centylem na siatce centylowej obwodu głowy. Konsekwencją przerostu mózgu jest zwiększone ryzyko wystąpienia malformacji Chiariego I stopnia oraz wodogłowia. Zmiany w budowie mózgu dotyczą nawet 70% dzieci z zespołem M-CM.
Piśmiennictwo medyczne sugeruje, że istnieje również ryzyko wystąpienia chorób serca, w tym arytmii we wczesnym dzieciństwie. Przyczyna nie została jeszcze określona. Ponadto u małej grupy pacjentów zdiagnozowano występowanie wrodzonych wad serca.
Jak w przypadku podobnych zespołów, w których występuje nieproporcjonalny wzrost ciała, stwierdzono nieznacznie zwiększone ryzyko wystąpienia pewnych typów nowotworów dziecięcych, np. guz Wilmsa. Jednakże dokładna częstotliwość występowania tych nowotworów nie została określona.

## Leczenie
Obecnie nie można wyleczyć zespołu M-CM. Leczenie polega na udzieleniu pomocy w zależności od występujących objawów. Ze względu na opóźnienie w rozwoju występujące prawie we wszystkich przypadkach, zalecane jest zastosowanie specjalnego toku kształcenia. Ćwiczenia rehabilitacyjne polecane są dla dzieci, u których występują zaburzenia ruchowe. Niekiedy wymagana może być dodatkowa pomoc ortopedyczna ze względu na możliwą dysproporcję w długości nóg. U dzieci u których stwierdzono przerost połowiczy ze względu na zwiększone ryzyko wystąpienia nowotworów, zaleca się regularne badanie ultrasonograficzne USG jamy brzusznej, aż do wieku ośmiu lat. Zmiany w budowie mózgu i czaszki mogą być przyczyną powstania innych, nie wrodzonych problemów. Schorzenia te rozwijają się z biegiem lat. Zaobserwowano występowanie wodogłowia, malformacji Chiariego I stopnia, napadów padaczkowych oraz jamistość rdzenia kręgowego. Wystąpienie większości z tych zmian wymaga pomocy lekarskiej. Ponadto zalecane jest wykonywanie badań MRI mózgu oraz rdzenia kręgowego w regularnych odstępach czasowych, aby monitorować zmiany wynikające z postępującego przerostu głowy.
Choroby serca mogą wymagać przeprowadzania regularnych badań EKG, a niekiedy wymagana może być interwencja chirurgiczna.

## Rokowania
Rokowanie zależy od liczby i stopnia występujących objawów. Ze względu na to, że zespół jest bardzo rzadki i niedawno opisany, nie przeprowadzono długoterminowych badań.